# Compagni di branco
Compagni di branco è un film per la televisione italiano distribuito originariamente nel 1996.

## TV movie
È un film televisivo, o anche TV movie, di genere drammatico e commedia.
Gli interpreti principali sono Giulio Scarpati, Carlotta Natoli, Renato Scarpa e Victor Cavallo. Gli autori del soggetto e della sceneggiatura sono Franco Marotta e Laura Toscano. La regia è di Paolo Poeti. I produttori sono Giorgio Leonardi ed Enzo Gallo.
Venne trasmesso in prima visione su Rai 2 il 27 novembre 1996. Era stato distribuito anche in VHS e fu trasmesso più volte in replica da Rai 2 e da Rai 3.